# La vita segreta delle api (romanzo)
La vita segreta della api è un romanzo del 2002 scritto da Sue Monk Kidd, pubblicato in Italia nel 2006 da Arnoldo Mondadori Editore.

## Trama
La quattordicenne Lily Owens è cresciuta assieme al padre, un coltivatore di pesche violento, e alla governante di colore Rosaleen, unica donna ad averle dato affetto. Lily vive un forte senso di colpa, sentendosi responsabile della morte della madre, avvenuta dieci anni prima durante un litigio con il padre, segnando profondamente la sua infanzia. Lily, assieme all'amata governante, scappa di casa per sfuggire al padre violento. La ragazzina inizia un viaggio alla ricerca di se stessa, lungo il suo cammino incontrerà tre bizzarre sorelle che vivono allevando api. Lily scoprirà che una delle tre sorelle in passato è stata la governante della madre e comincia un percorso formativo nel delicato passaggio verso l'adolescenza, in cui la vita delle api sarà metafora della vita stessa.

## Adattamento cinematografico
Nel 2008 è stato realizzato un adattamento cinematografico diretto da Gina Prince-Bythewood. Dakota Fanning interpreta Lily, Jennifer Hudson è Rosaleen, mentre Queen Latifah, Alicia Keys e Sophie Okonedo interpretano le tre sorelle apicultrici.

## Edizioni
- Sue Monk Kidd, La vita segreta delle api, traduzione di Paola Frezza Pavese, Arnoldo Mondadori Editore, 2006,  p. 291, ISBN 88-04-55715-X.